# روبرت زيميكس
روبرت لي زيميكس (بالإنجليزية: Robert Zemeckis) (Robert Lee Zemeckis) (وُلد في 14 مايو 1951) هو مخرج أفلام ومنتج وكاتب سيناريوهات أمريكي. ظهر زيميكس للمرة الأولى للجمهور في الثمانينيات بإخراجه لسلسلة أفلام العودة للمستقبل  (Back to the Future) التي تعرض السفر عبر الزمان بطريقة كوميدية، فضلاً عن فوزه بجائزة أوسكار لسلسة أفلام الصور الثابتة/المتحركة وتحديدًا فيلم Who Framed Roger Rabbit 1988، على الرغم من أنه حقق في التسعينات أنواعًا مختلفة من النجاحات بما في ذلك فيلم فورست جامب Forrest Gump  الذي أخرجه عام 1994 وفاز فيه بجائزة أوسكار لأفضل مُخرج.
وتتميز أفلامه بالاهتمام بمؤثرات خاصة حديثة تتضمن الاستخدام المُبكر لتقنيات الكمبيوتر في فيلم العودة للمستقبل الجزء الثاني (1989) وتقنيات الريادية لتسجيل الأداء والتي ظهرت في فيلم القطار القطبي (The Polar Express) (2004) وفيلم بياولف (Beowulf) (2007) وفيلم ترنيمة عيد الميلاد (A Christmas Carol) (2009). وعلى الرغم من تصنيف زيميكس في كثير من الأحيان على أنه مخرج يهتم فقط بالمؤثرات، إلا أن أعماله دافع عنها العديد من النقاد، بما في ذلك ديفيد طومسون (David Thomson) الذي قال في كتاباته «لا يوجد مخرج معاصر يستخدم المؤثرات الخاصة لإضفاء المزيد من الأغراض الدرامية والروائية غيره.»

## نشأته
وُلد روبرت لي زيميكس في 14 مايو عام 1952 في شيكاغو، إلينوي، ابنًا لروزا (نيسبيكا قبل الزواج) وألفونس زيميكس. كان والده ليتوانيًا أمريكيًا، في حين كانت أمه إيطالية أمريكية. ترعرع زيميكس على الجانب الجنوبي من المدينة. التحق بمدرسة ابتدائية تتبع الكنيسة الرومانية الكاثوليكية ثم ثانوية فينجر. قال زيميكس «الحقيقة هي أنه لم يكن هناك مكان للفن في عائلتنا. أعني أنه لم تكن هناك موسيقى، ولا كتب، ولا مسرح.. الشيء الوحيد الملهم الذي كان موجودًا هو التلفاز، لقد كان موجودًا حقًا».
خلال طفولته، أحبَّ زيميكس التلفاز وكان مسحورًا بكاميرا التصوير المنزلية 8 ملم الخاصة بوالديه. بدأ مسيرته بتصوير الأحداث العائلية مثل أعياد الميلاد والعطلات، ثم بدأ تدريجيًا بإنتاج أفلام سردية برفقة أصدقائه والتي أدخل معها تقنية تصوير إيقاف الحركة بالإضافة إلى مؤثرات خاصة أخرى. إلى جانب تمتعه بالأفلام، بقي زيميكس مشاهدًا متعطّشًا للتلفاز، قال: «نسمع الكثير عن مشاكل التلفاز، لكني أعتقد أنه أنقذ حياتي». قدّم التلفاز لزيميكس لمحته الأولى عن العالم خارج نشأته كعامل؛ على وجه التحديد، تعلم حول نشأة المدارس السينمائية عبر حلقة من برنامج عرض الليلة مع جوني كارسون. بعد مشاهدته فيلم بوني وكلايد برفقة والده وتأثّره به بشدة، أعلن زيميكس عن رغبته بالالتحاق بالمدرسة السينمائية. لم يوافق والداه على الفكرة، وقال زيميكس لاحقًا: «ولكن فقط من من باب قلقهم.. بالنسبة لعائلتي وأصدقائي والعالم الذي كبرت فيه، كان هذا الحلم ضربًا من المستحيل. كان والداي يجلسان ويقولان: «ألا ترى من أين أتيت؟ لا يمكنك أن تصبح مخرجًا سينمائيًا». أظن أنني شعرت في قرارة نفسي بأن عليّ فعلها رغمًا عنهما أيضًا».

## مسيرته المهنية

### تعليمه وأفلامه الأولى (1969-1979)
التحق زيميكس في البداية بجامعة إلينوي الشمالية في ديكلاب، إلينوي، واكتسب خبرة مبكرة في الأفلام عبر عمله منضّدًا لـ إن بي سي نيوز في شيكاغو خلال الإجازة الصيفية. عمل أيضًا في تحرير الدعايات في مقاطعته الأم. عزم زيميكس على الانتقال من جامعة إلينوي الشمالية إلى مدرسة الفنون السينمائية التابعة لجامعة كاليفورنيا الجنوبية في لوس أنجلوس، كاليفورنيا، وذهب إلى المدرسة السينمائية وبحوزته مقال وأغنية مصورة مرتكزة على أغنية لفرقة «بيتلز».  لم يسمع زيميكس ردًا من الجامعة، فاتصل وعلم أنه رُفض نظرًا إلى درجاته المتوسطة. قدم «التماسًا مشبوبًا بالعاطفة» للطرف الرسمي في الجامعة، واعدًا إياهم بالالتحاق بالمدرسة الصيفية وتحسين دراسته، وأقنع المدرسة أخيرًا بقبوله. بعد وصوله في فصل الخريف الدراسي إلى الجامعة، واجه زيميكس برنامجًا دراسيًا مكونًا حسب كلماته من «مجموعة من الهيبيين اعتبرتهم الجامعة إحراجًا بالنسبة لها». كانت الصفوف الدراسية صعبة، مع تشديد المدرسين باستمرار على مدى صعوبة العمل في مجال الأفلام. تذكر زيميكس أنه لا ينبغي عليه الانزعاج من ذلك، مستشهدًا بـ«الاستهتار الصحي» الذي تلقّاها خلال سنوات نشأته في شيكاغو.
التقى زيميكس في جامعة كاليفورنيا الجنوبية بتلميذ زميل، الكاتب بوب غيل. قال غيل لاحقًا: «امتلك الطلاب المتخرجون من جامعة كاليفورنيا الجنوبية مسحةً من التفكير العقلاني.. لذا انجذبنا أنا وبوب نحو بعضنا لأننا أردنا صنع أفلام هوليوود. لم نكترث للموجة الجديدة في السينما الفرنسية. كنا مهتمين بكلينت إيستوود ووالت ديزني، لأننا ترعرعنا كذلك». تخرج زيميكس في جامعة كاليفورنيا الجنوبية عام 1973، واشترك مع غيل في كتابة سيناريوهَي الفيلمين اللذين لم يُنتجا  تانك وبورديلو أوف بلَد، للمخرج جون ميليوس، وقد تطور السيناريو الآخر إلى فيلم أُصدر عام 1996.
نتيجةً لفوزه بجائزة الطالب الأكاديمية في الجامعة لفيلمه  أَ فيلد أوف أونور، جذب زيميكس اهتمام ستيفن سبيلبرغ.
قال سبيلبرغ: «اقتحم زيميكس مكتبي متجاوزًا سكرتيرتي وجلس ليريني فيلمه.. وأظنه كان مذهلًا، مع سيارات الشرطة وأعمال الشغب، وأُعيد تسجيل موسيقاه في موسيقى فيلم ذا غريت إيسكيب (الهروب الكبير)لإلمر بيرنشتاين». أصبح سبيلبرغ مرشد زيميكس والمنتج التنفيذي لأول فيلمين له، واللذين تشارك في كتابتهما كل من غيل وزيميكس.
حصل كل من فيلمي آي وونا هولد يور هاند (أنا أريد أن أمسك يدك) (1978)، بطولة نانسي آلن، ويوزد كارز (سيارات مستعملة) (1980)، بطولة كيرت راسل، على انتقادات إيجابية، إلا أنهما فشلا تجاريًا. كان فيلم آي وونا هولد يور هاند واحدًا من عدة أفلام دمج فيها زيميكس بين الشخصيات التاريخية والمشاهير في أفلامه. استخدم في الفيلم لقطات مؤرشفة ونسخًا مطابقة لمحاكاة حضور فرقة البيتلز. بعد فشل أول فيلمين، وقنبلة سبيلبرغ الإخراجية 1941 عام 1979 (الذي كتب السيناريو فيه كل من زيميكس وغيل)، حظي الثنائي بسمعة لكتابة «نصوص ظن الجميع أنها عظيمة، لكنها بطريقة ما لم تُترجم لأفلام يرغب الناس بمشاهدتها».

## أعماله
- أنا أريد أن أمسك بيدك (1978)
- سيارات مستعملة (1980)
- مغازلة الحجر (1984)
- العودة إلى المستقبل (1985)
- من ورط الأرنب روجر (1988)
- العودة إلى المستقبل 2 (1989)
- العودة إلى المستقبل 3 (1990)
- الموت أصبح هي (1992)
- فورست غامب (1994)
- اتصال (1997)
- منبوذ (2000)
- رحلة طيران (2012)
- السير (2015)
- الحلفاء (2016)

## وصلات خارجية
- روبرت زيميكس على موقع IMDb (الإنجليزية)
- روبرت زيميكس على موقع ميتاكريتيك (الإنجليزية)
- روبرت زيميكس على موقع الموسوعة البريطانية (الإنجليزية)
- روبرت زيميكس على موقع روتن توميتوز (الإنجليزية)
- روبرت زيميكس على موقع مونزينجر (الألمانية)
- روبرت زيميكس على موقع ألو سيني (الفرنسية)
- روبرت زيميكس على موقع تيرنر كلاسيك موفيز (الإنجليزية)
- روبرت زيميكس على موقع أول موفي (الإنجليزية)
- روبرت زيميكس على موقع بوكس أوفيس موجو (الإنجليزية)
- روبرت زيميكس على موقع قاعدة بيانات الأفلام السويدية (السويدية)
- أخبار مُجمّعة وتعليقات عن روبرت زيميكس في موقع صحيفة نيويورك تايمز.
- The Art of Robert Zemeckis - French PDF (40 Mo)[وصلة مكسورة]
- The best movies of Robert Zemeckis

}}